# Koszykowa 54
Koszykowa 54, dawniej IPC Business Centre lub Ilbau Pax Centre (IPC) – budynek biurowy znajdujący się przy ul. Koszykowej 54 i ul. Poznańskiej 2/4 w Warszawie.

## Charakterystyka
Budynek biurowy na rogu ulic Koszykowej i Lwowskiej został zaprojektowany w 1991 roku przez pracownie architektoniczne SAP Projekt i Ilbau Austria. Głównymi architektami byli Ivo Majorinc, Barbara Targowska i Janusz Targowski. Za konstrukcję odpowiedzialny był Jerzy Błażeczek. Budynek powstał w latach 1992–1993. Inwestorami byli: Bank Handlowy, BRE Bank, Jetro, Seagran, Jones Lang LaSalle, SCA, Monlycke i Ambasada Południowej Afryki.
Budynek powstał w miejscu neomodernistycznej narożnej kamienicy nr 54, którą zburzono w latach 70. XX wieku w celu poszerzenia odcinka ulicy Koszykowej u zbiegu z ul. Lwowską.
W momencie oddania do użytkowania biurowiec wyróżniał się nowoczesnymi ówcześnie systemami wentylacji, klimatyzacji, łączności satelitarnej i ochrony przeciwpożarowej.
W latach 2012–2013 przeprowadzono modernizację budynku, która m.in. obejmowała zmianę wyglądu elewacji, w tym podziałów przeszkleń.
Najemcami powierzchni biurowej są m.in. Ambasada Południowej Afryki, British Council, Sollers Consulting i Konsulat Generalny Republiki Kosowa.

## Architektura
Kubatura budynku to 50 148 m³, powierzchnia całkowita 15 722 m², użytkowa 11 677 m², z czego powierzchnia handlowa to ok. 1 000 m². Zaprojektowano 41 miejsc parkingowych.
Budynek ma 8 kondygnacji nadziemnych i 3 podziemne. Składa się z dwóch części (A i B) z osobnymi recepcjami pod adresami Koszykowa 54 i Poznańska 2/4 przedzielonych ulicą Piękną przebiegającą pod łącznikiem. Elementem wyróżniającym architekturę budynku jest zaokrąglony, przeszkolony narożnik. Ma on nawiązywać do ozdobnych, narożnych wykuszy projektowanych w XIX wieku w kamienicach.
Urbanista Andrzej Kiciński ocenił jako najbardziej interesującą elewację północną, a zaokrąglony narożnik budynku nazwał banalnym, pomimo tego że dynamizuje krajobraz. Zwrócił także uwagę na rozprzestrzenianie się tego typu architektury w Warszawie w tym okresie, w której używano kontrastujących materiałów np. szkło i kamień by nadać wrażenia nowoczesności (jak budynek Ilmet czy Pekao Tower) i nazwał je systemem „post-illbau”. Biurowiec jest też przykładem upowszechnienia się tendencji do stosowania w Warszawie zaokrąglonych narożników, jak w budynkach Zielna Point i Centrum Królewska. Jeremi Królikowski na łamach miesięcznika „Architektura murator” porównał wygląd budynku do statku kosmicznego UFO.
Budynek został ujęty w książce Aleksandry Stępień-Dąbrowskiej „Jakby luksusowo. Przewodnik po architekturze Warszawy lat 90.”, nominowanej do Nagrody Architektonicznej Prezydenta m.st. Warszawy 2022, wśród 94 wyselekcjonowanych i opisanych obiektów w Warszawie, które najpełniej ukazują styl architektoniczny, trendy i różnorodność architektoniczną tego okresu w stolicy. Został wybrany przez Martę Leśniakowską do katalogu 800 budynków z ogólnej liczby ok. 20 000 z okresu od początku do sierpnia 1998, które są najbardziej reprezentatywne dla Warszawy i 230 budynków (z ogólnej liczby 450) z lat 1989–2001, które najlepiej oddają styl architektoniczny tego przedziału czasowego lub są cenne z punktu widzenia artystycznego i architektonicznego. Zdjęcie budynku znajduje się wśród 14 innych, obok np. pałacu Na Wyspie, pałacu w Wilanowie, hotelu Bristol, czy Intraco II w „Encyklopedii Warszawy”, ilustrujących hasło dotyczące architektury w Warszawie. Budynek został w niej wymieniony z nazwy także przy haśle dotyczącym ulicy Poznańskiej. Znalazł się również w katalogu wystawy „Plany na przyszłość” z 2000 roku wśród przykładów przemian architektonicznych stolicy poprzednich 10 lat.

## Galeria
| - Budynek w pierwotnej wersji wyglądu elewacji i podziałów przeszkleń (2012 rok) - Budynek od strony ul. Poznańskiej. Widoczny prześwit, przez który przebiega ulica Piękna - Budynek po zmroku |